# Etheostoma simoterum
Etheostoma simoterum es una especie de pez de la familia Percidae en el orden de los Perciformes.

## Morfología
Los machos pueden llegar a alcanzar los 7,7 cm de longitud total.

## Distribución geográfica
Se encuentran en Norteamérica: Virginia, Carolina del Norte, Kentucky, Tennessee,  Georgia y Alabama.